# Rio Veríssimo (vattendrag)
Rio Veríssimo är ett vattendrag i Brasilien.   Det ligger i delstaten Goiás, i den sydöstra delen av landet, 280 km söder om huvudstaden Brasília.
Omgivningarna runt Rio Veríssimo är en mosaik av jordbruksmark och naturlig växtlighet. Runt Rio Veríssimo är det mycket glesbefolkat, med 7 invånare per kvadratkilometer.